# Wigwam
Pour les articles homonymes, voir Wigwam (homonymie).

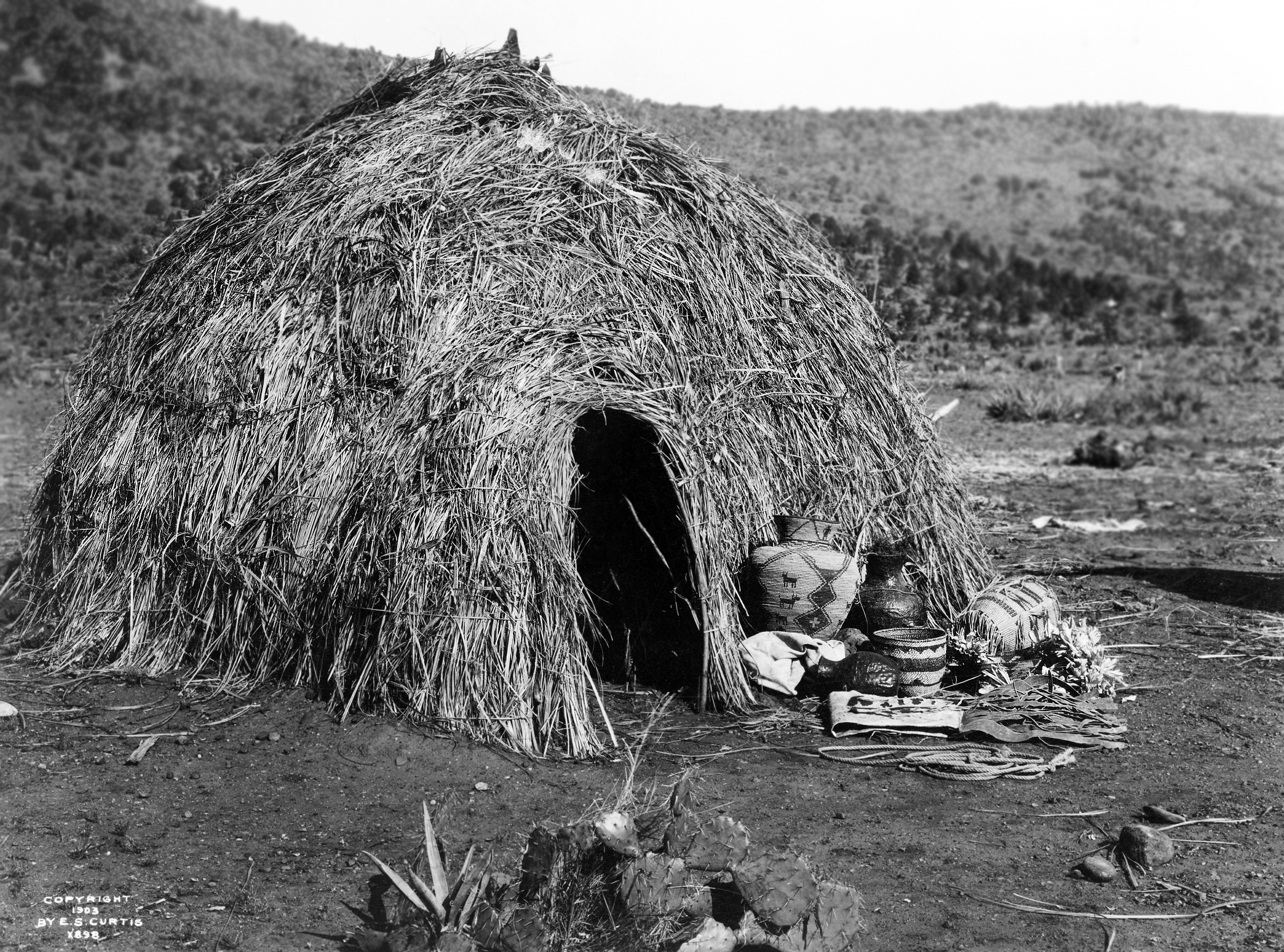
Wickiup apache, photographié par Edward S. Curtis en 1903.

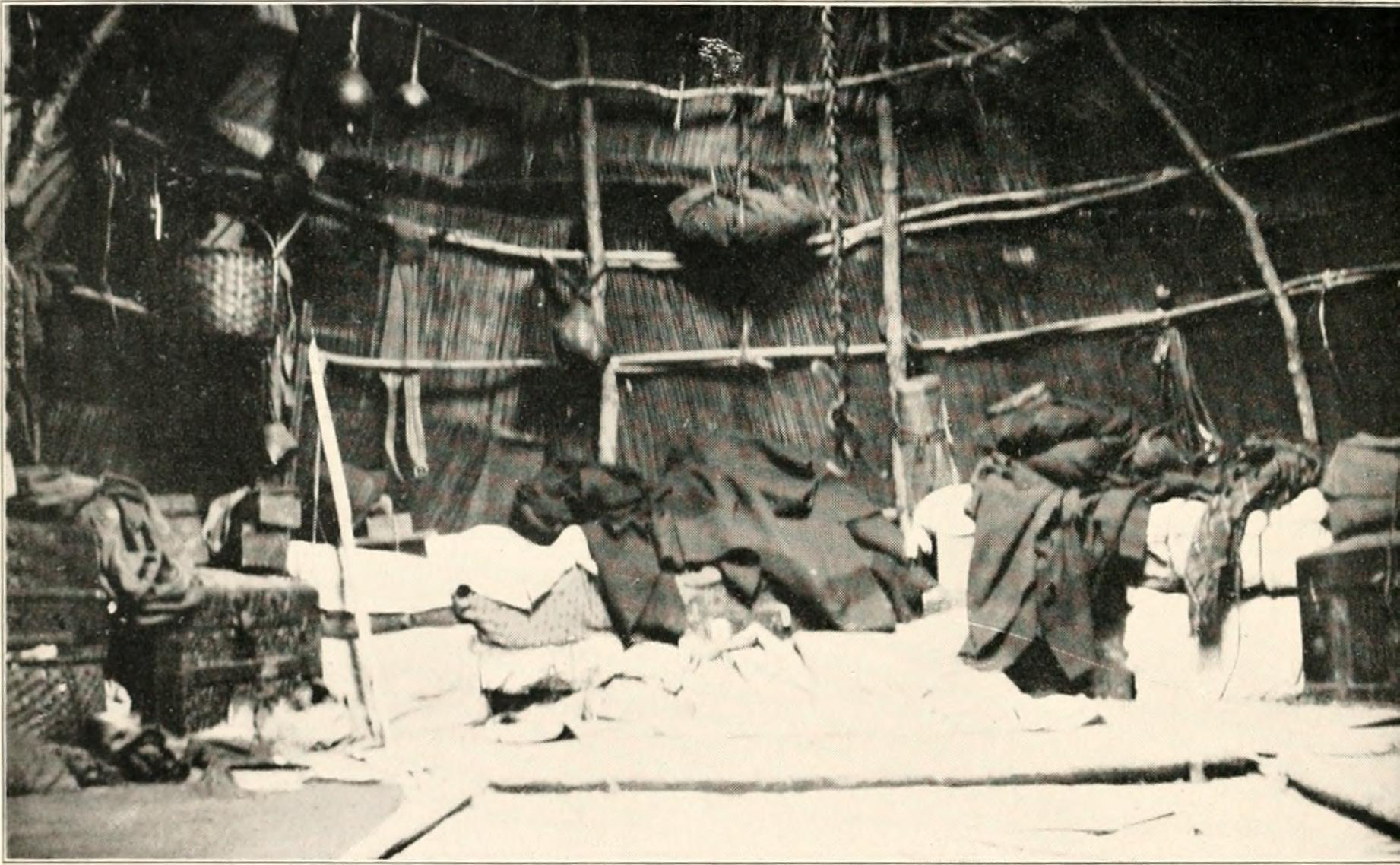
Réserve Tama (Renards). Wigwam du chef

Wigwam. Lac supérieur, vers 1870.

Un wigwam, aussi appelé wickiup, wetu ou wiigiiwaam, est un type d'habitation construit par les premières nations semi-nomades d'Amérique du Nord, dont les Micmacs et les Algonquins. On trouve également ce type d'habitat chez les Evenks, à l'est de la Sibérie et au nord-est de la Chine.

## Conception

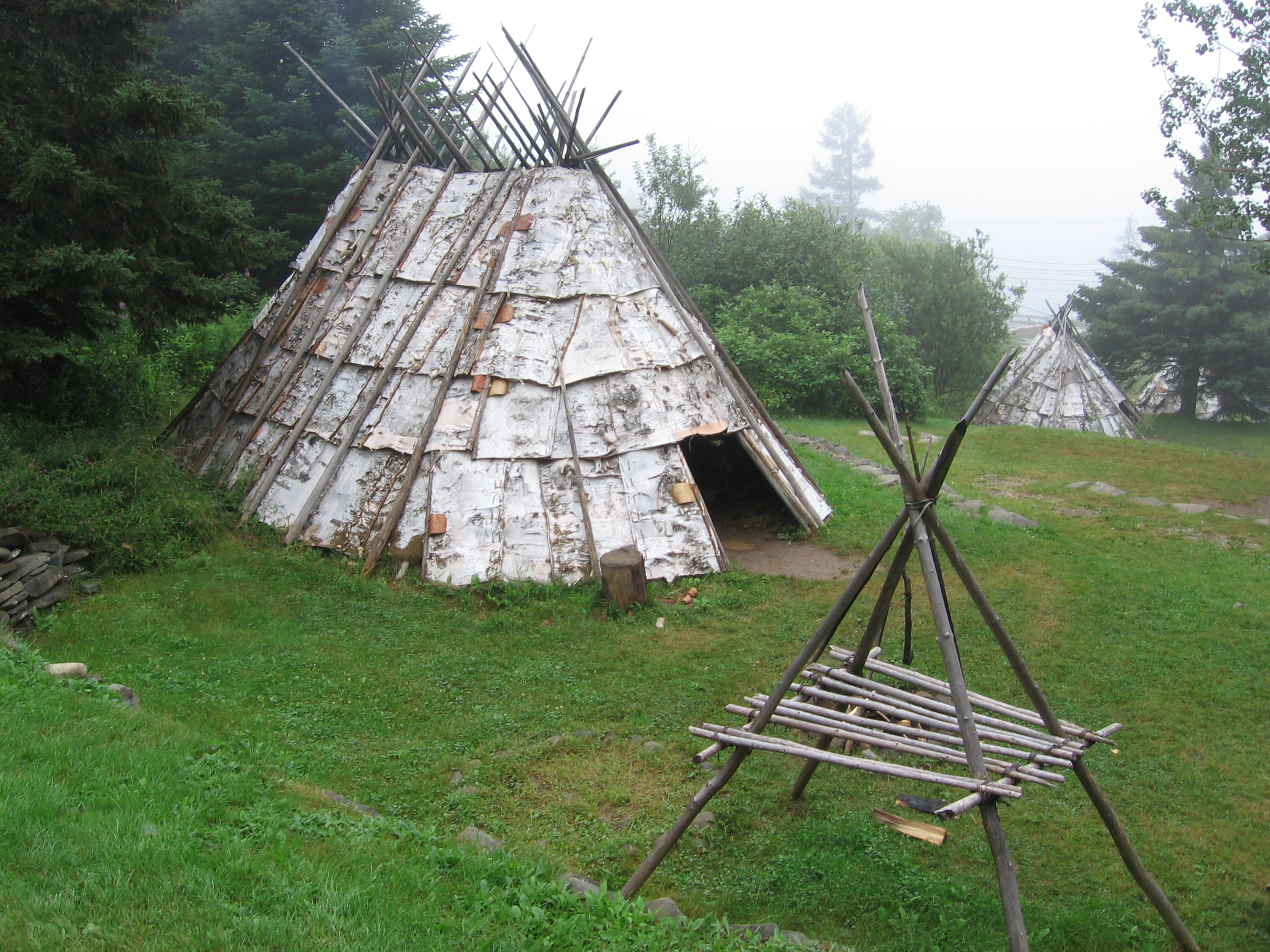
Wigwam.

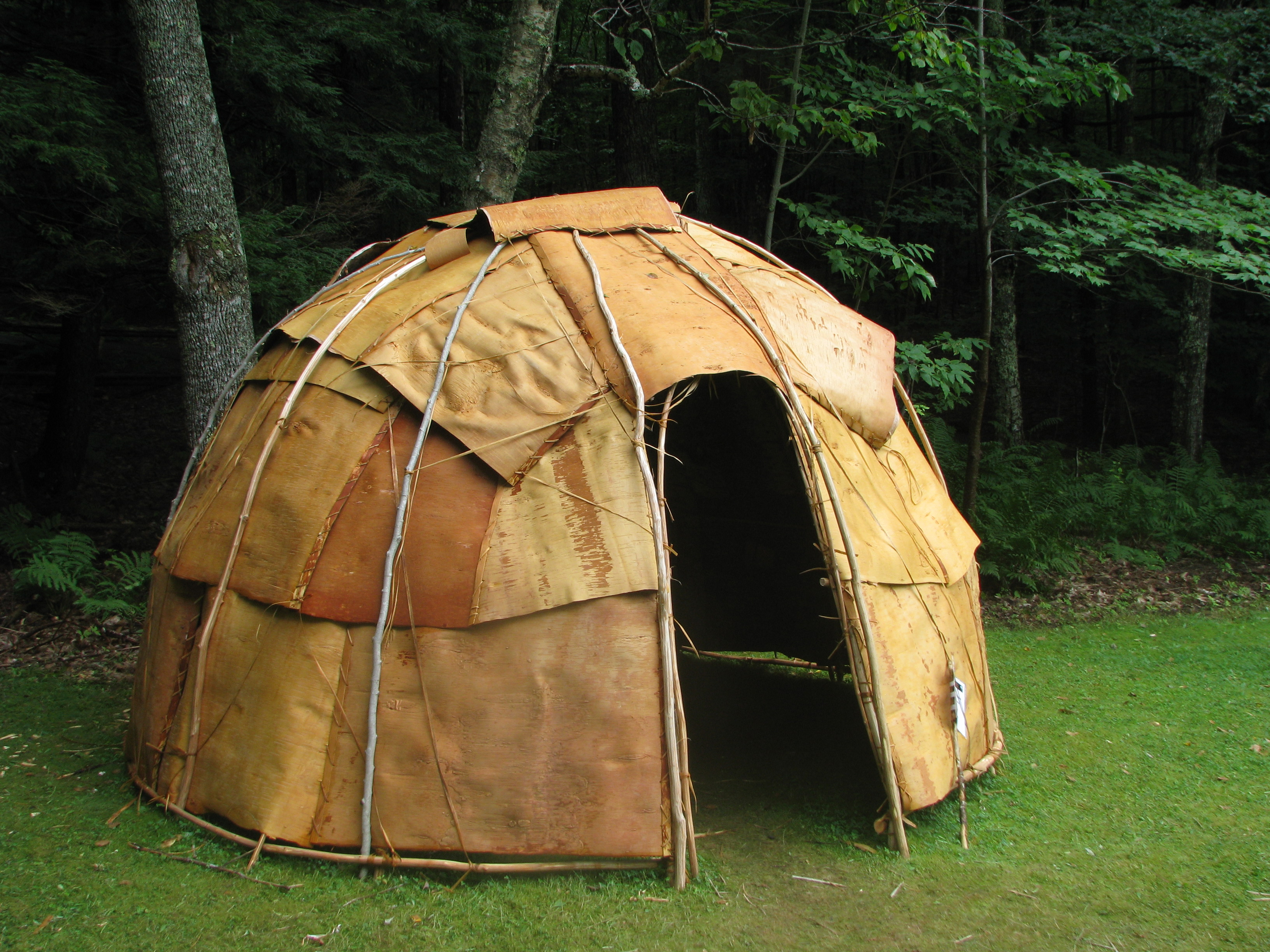
Wigwam d'écorce de bouleau construit en 2011 comme démonstration.

Ces habitations ont longtemps été appelées cabanes au temps de la Nouvelle-France. Elles ont un plan circulaire ou oblong et peuvent abriter de 10 à 20 personnes. Leur structure consiste en un bâti de perches recouvert d'écorces de bouleau, ou de nattes de quenouille ou de joncs. Les pièces d'écorce sont cousues ensemble à l'aide de racines d'épinette ou de sapin. Le sol est recouvert de branches de sapin ou d'épinette afin de le rendre confortable et isolant. Les wigwams sont généralement décorés de motifs représentant des oiseaux, des orignaux, des castors, des loutres, etc. L'hiver, il est recouvert de peau d'animaux. Un feu est entretenu en permanence au centre, la fumée s'échappant par un trou de cheminée.

### Abris temporaires de voyage ou de partie de chasse

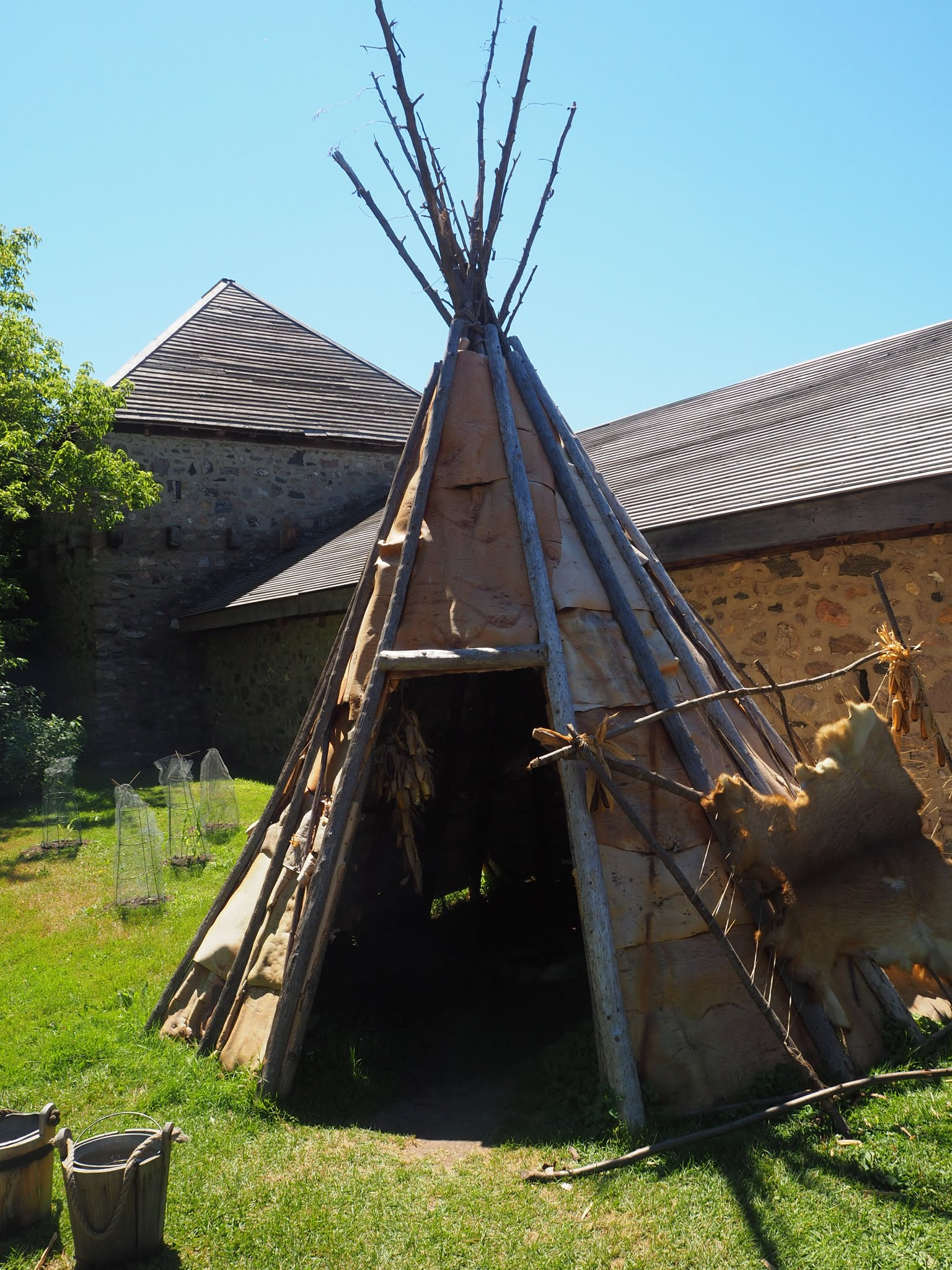
Cabane d'écorce (site reconstruit de Sainte-Marie-au-pays-des-Hurons).

Claude Le Beau décrit ainsi la technique de fabrication des cabanes:
« Pour batir ces sortes de Cabanes, les Sauvages ne font autre chose que de dresser quelques pieux avec des batons en travers, sur lesquels ils appuyent des ecorces d'arbres qu'ils depouillent de la facon suivante. Premierement ils font des entailles aux arbres, le plus haut qu'ils peuvent, avec leurs haches, ensuite ils font une fente perpendiculaire, c'est-à-dire, depuis ces entailles jusques au pied de l'arbre & y fourrent un baton applani par un bout en forme de spatule, avec lequel ils enlèvent cette écorce sans l'offenser: apres quoi ils en batissent leurs cabanes qui servent a les mettre a l'abri des injures du tems. Ils lui tournent toujours le dos au vent, parceque le devant etant tout a fait ouvert ils se trouvent avoir les pieds au feu qu'ils font vis a vis, qui autrement pourroit les incommoder. Je ne parle que des Cabanes qu'ils font lorsqu'ils sont en voyages ou en partie de Chasses; car pour celles qui leur servent de demeures ordinaires dans les villages ou ils se cantonnent, si elles ne sont guere plus solides, du moins elles sont faites avec plus de soin & fermees de tous cotes,... »
— Claude Le Beau, 1738

## Fonctions
Les wigwams servaient, entre autres, d’abris pour les populations algonquiennes d’Amérique du Nord. La grandeur des wigwams variait selon la taille de la famille occupant ceux-ci. Ce toit, abritant 10 à 12 personnes, servait de maison pour les familles dans le but de socialiser, de se reposer et de dormir. Ainsi, la grandeur des wigwams changeait selon les activités données. Par exemple, les plus grands wigwams pouvaient avoir la fonction de lieux de culte ou de lieux de rassemblement. En effet, jusqu’à 25 personnes s’y rendaient pour pratiquer des rites religieux.
Des wigwams de très petite taille, nommés "tentes tremblantes" sont utilisés rituellement par les chamans, notamment chez les Innus, les Cris, les Abénaquis, les Ojibwés et les Penobscots. C’est durant la nuit que le chaman exerce ses fonctions spirituelles à l’aide du chant et du tambour.
Les petits wigwams servent également de cabane à suer : on y met des pierres chaudes qu'on arrose d'eau pour produire de la vapeur.

## Transport
La femme est responsable du montage et du démontage du wigwam.
Les perches ne sont pas transportées et restent sur place. L'écorce est transportée enroulée sur la branche sur laquelle elle est attachée.

## Adoption par les colons européens
« À l’origine, le mot algonquien wigwam aurait été utilisé par les colons du Massachusetts pour désigner tous les types de demeures amérindiennes. Puis, dans le milieu du 18e siècle, Samuel Hopkins a défini le mot avec plus de précision. »
Les colons britanniques l'adoptèrent de même que le nom, l’agrémentant d'une cheminée ou d'une porte soutenue par des gonds tout en bois taillés.

## De nos jours
Bien que les wigwams ne soient plus utilisés en tant que foyer principal, ils continuent d’être utilisés à des fins cérémonielles afin de garder l’héritage culturel. Par exemple, on peut retrouver des wigwams lors de réunions communautaires, de rituels, de festins et de festivals.